# Satz von Markow
Der Satz von Markow ist ein Lehrsatz aus dem mathematischen Gebiet der Knotentheorie, er gibt hinreichende und notwendige Bedingungen, wann die Abschlüsse zweier Zöpfe äquivalente Verschlingungen ergeben.

## Markow-Züge

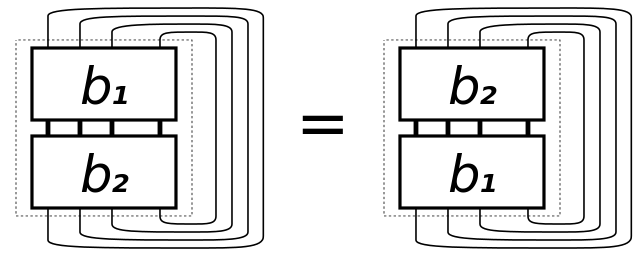
Markow-Zug vom Typ I

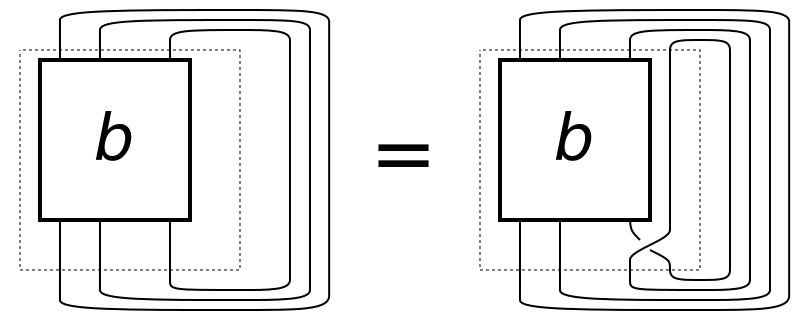
Markow-Zug vom Typ II

Das Bild rechts zeigt die beiden Typen von Markow-Zügen, welche jeweils ein Zopf-Diagramm in ein anderes überführen.
- Markow-Zug vom Typ I (Konjugation): In der Zopfgruppe {\displaystyle B_{n}} entspricht dieser Zug Konjugation mit einem Wort {\displaystyle b\in B_{n}}, ein Zopf {\displaystyle ab} wird also in den Zopf {\displaystyle ba} überführt.
- Markow-Zug vom Typ II (Stabilisierung): In der Zopfgruppe {\displaystyle B_{n}} entspricht dieser Zug der Multiplikation eines Elementes aus {\displaystyle B_{n-1}\subset B_{n}} mit dem Erzeuger {\displaystyle \sigma _{n-1}} oder seinem Inversen {\displaystyle \sigma _{n-1}^{-1}}. Die Umkehroperation heißt Destabilisierung.

## Satz von Markow
Die Abschlüsse zweier Zöpfe sind genau dann äquivalente Verschlingungen, wenn die entsprechenden Elemente der Zopfgruppe durch eine Folge von Konjugationen und Stabilisierungen/Destabilisierungen ineinander überführt werden können. (Äquivalent: wenn die entsprechenden Zopf-Diagramme durch eine Folge von Markow-Zügen und Isotopie von Zopf-Diagrammen ineinander überführt werden können.)

## Anwendungen
Quanteninvarianten von Knoten und Verschlingungen werden mit Hilfe einer Darstellung der Verschlingung als Abschluss eines Zopfes definiert. Um die Wohldefiniertheit der Knoteninvarianten zu beweisen, ist in jedem Fall die Invarianz der jeweiligen Invariante unter Markow-Zügen zu überprüfen.